# Pedagogika resocjalizacyjna
Pedagogika resocjalizacyjna – wywodzi się z pedagogiki specjalnej. Zajmuje się nauczaniem i wychowaniem osób z zaburzonym zachowaniem i niedostosowanych społecznie. Osoby takie poddaje się resocjalizacji.
Istotą pedagogiki resocjalizacyjnej jest opis i wyjaśnianie procesów zachodzących pomiędzy wychowankiem a wychowawcą, a jako dyscypliny naukowej jest formowanie zaleceń i wdrażanie projektów zmian w procesie kształtowania człowieka.
Pedagogika resocjalizacyjna jest także nazywana pedagogiką niedostosowanych społecznie.
Pedagogika resocjalizacyjna wywodzi się z pedagogiki specjalnej. Ta druga do końca XX wieku zakładała izolowanie nieprzystosowanych jednostek. Następnie na zachodzie narodził się nurt pedagogiki integracyjnej obecnie wchodzącej w założenia pedagogiki resocjalizacyjnej. Zamiast izolować jednostkę należy przywrócić społeczeństwu.
Jedną z głównych przedstawicielek pedagogiki resocjalizacyjnej w Polsce jest Maria Grzegorzewska, która w 1964 roku wydała w Polsce podręcznik zatytułowany "pedagogika specjalna". W 1952 roku powstał w Warszawie Polski Instytut Pedagogiki Specjalnej zajmujący się m.in. działem pedagogiki resocjalizacyjnej.
Od 1972 roku w jego miejscu istnieje Instytut Profilaktyki Społecznej i Resocjalizacji (IPSiR), wchodzący w skład Uniwersytetu Warszawskiego. Do jego najbardziej znanych wykładowców należą Stanisław Jedlewski (pedagog), Czesław Czapów (pedagog), Stanisław Walczak (prawnik), Adam Podgórecki (prawnik).
Cele pedagogiki resocjalizacyjnej:
- uspołecznienie: zachowanie interesów grupy społecznej, wyraża się poprzez eliminowanie egoizmu (interes społeczeństwa),
- swobodny rozwój osobowości manifestujący się aktywnością twórczą oraz zanikaniem dewiacji (interes jednostki)

Zadania pedagogiki resocjalizacyjnej:
- wyeliminowanie czynników, które wywołują zaburzenia stanu osobowości (likwidowanie przyczyn),
- naprawianie stanów osobowości (usunięcie negatywnych zmian w osobowości),
- utrwalenie uzyskanych w powyższych dwóch zakresach rezultatów resocjalizacji.

Przedmiot pedagogiki resocjalizacyjnej:
Przedmiotem jest nie tylko wąsko rozumiane wychowanie korygujące niedostatki socjalizacji osób nieprzystosowanych społecznie, ale i szersza działalność obejmująca funkcję:
- opiekę resocjalizacyjną (zaspakaja potrzeby),
- wychowanie resocjalizujące,
- terapia (leczenie dysfunkcji).

W zakres pedagogiki resocjalizacyjnej, jako jej składowe, wchodzą:
- teleologia (dyscyplina naukowa o określonym celu),
- aksjologia (nauka o wartościach),
- diagnostyka